# Internauta
Internauta es un  neologismo resultante de la combinación de los términos formados por inter (entre) y del griego ναύτης (navegante)  aplicado por extensión a la navegación virtual de los usuarios habituales de Internet. 
Se denomina así a cualquier persona que por ejemplo hace uso de una aplicación en un ordenador, obtiene información de Internet, y/o interactúa con otras personas a través de correos electrónicos, y/o compartiendo archivos, y/o participando de discusiones en foros o en redes sociales.
El "día" del internauta se celebra el 23 de agosto, aniversario de la WWW (World Wide Web), creada en los laboratorios CERN (Enquire / proyecto EV) en Suiza, durante 1989-1990, y abierta a nuevos usuarios después de ese 23 de agosto de 1990.
Se cree que el término tuvo su origen en Francia.
También es de uso el término cibernauta. Tanto el término internauta como cibernauta señala a todo aquel que navega e interactúa con frecuencia con el ciberespacio.